# Lancaster (Missouri)
Lancaster é uma cidade localizada no estado americano de Missouri, no Condado de Schuyler.

## Demografia
Segundo o censo americano de 2000, a sua população era de 737 habitantes.
Em 2006, foi estimada uma população de 734, um decréscimo de 3 (-0.4%).

## Geografia
De acordo com o United States Census Bureau tem uma área de
3,9 km², dos quais 3,9 km² cobertos por terra e 0,0 km² cobertos por água. Lancaster localiza-se a aproximadamente 287 m acima do nível do mar.

## Localidades na vizinhança
O diagrama seguinte representa as localidades num raio de 20 km ao redor de Lancaster.